# SD GUNDAM三國傳BraveBattleWarriors
《SD高達三國傳～BraveBattleWarriors～》，（日语：SDガンダム三国伝 BraveBattleWarriors）簡稱「三國傳BBW」，又稱「SD高逹三國傳」，是萬代於2010年4月3日，於日本時間10:15 ~10:30播映的短篇連續動畫。台灣由群英社取得授權，並於同年12月5日下午4:30在東森幼幼台首播，亦從2011年4月27日開始發售中日雙語發音DVD影片。
2010年12月25日，香港無線電視翡翠台於早上時段首播粵語配音電影版，名為《SD高達三國傳電影－三英崛起》，動畫版則於2011年3月20日起逢星期六、日播出。
本編作品最早版本，是2006年推出的《BB戰士三國傳 風雲豪傑編》，該系列一直延續至2010年1月完結。由於大受華人地區歡迎，令模型銷量破紀錄達到350萬盒，萬代乃決定將該系列，以全新故事再次推出，包括動畫及單行本漫畫。模型商品方面，除了將已推出商品，以追加零件（例如劍氣、裝甲、武器等）形式再次發行外，亦為部份全新角色、或者以往未商品代角色，製作全部模型玩具。
2013年，官方公布將會推出全新三國傳系列，以機動戰士GUNDAM SEED、機動戰士GUNDAM SEED DESTINY、機動戰士GUNDAM SEED ASTRAY機體為藍本，重新設計舊有角色。
2017年，因十周年到來，官方於是重新推出8隻角色上市開賣，並首次推出貂蟬丘貝雷，8名角色將於2018年2月起發售。
2019年，全新三國傳系列到來，取名三國創傑傳，重新設計與改良後，並開始開賣，並在4月推出漫畫，7月動畫正式播放。

## 角色

### 劉備軍
基本上是由世代繼承幽州將軍一職的公孫瓚及其軍隊組成。董卓討伐戰中，先後得到師弟劉備三兄弟以及趙雲加入，實力大增，尤其袁紹兄弟為奪取玉璽與聯合軍決裂後，更一躍成為聯軍主力之一。
劉備高達
配音：梶裕貴（日本）；吳東原（台灣）；張裕東（香港）
原型為RX-78-2 Gundam
三璃紗的北部－幽州樓桑村出身，龍帝的繼承者，就學於盧植門下，是公孫瓚的師弟。個性熱血，為了守護百姓願意奮戰到底的「俠」。其為「三候」之一的孕育著三璃紗生命之「大海」化身。當盧植在孤立無援時，被逼迎擊黃巾軍將領馬元義部隊時趕來，從受馬元義重創的盧植手中，得到被視為龍帝繼承者證明的「龍帝劍」，在劉備與馬元義單挑，陷入困境時，龍帝劍與劉備的正義之心產生共嗚，進化成「真．龍帝劍」，才得以反敗為勝。獲得天玉鎧力量後，進化成「龍裝」型態。最終回登基為帝，成為翔國君主。
新動畫版中没有使用牙龙刀，而以龍帝劍及爪龍刀為武器。
武器：爪龍刀、龍帝劍、真龍帝劍
必殺技：星龍斬、三位一體 星龍斬
三位一體 龍裝 劉備高達
與「三位一體劉備」同樣，以關羽右肩甲、張飛左肩甲合體的強化型態，不同之處在於經過天玉鎧力量覺醒後，兩人的肩甲變成龍頭型狀，使三位一體型態更接近翔烈帝外觀。
武器：龍帝劍、真龍帝劍、真爪龍刀
必殺技：三位一體 星龍斬
翔烈帝 龍裝 劉備高達
劉備與龍輝寶結合後的最強型態。
武器：真赤龍翔神刀、真青龍烈斬刀、天翔龍帝剣
必殺技：星龍斬、翔龍斬
座騎：的盧
翔烈帝 龍裝 劉備高達 天玉鎧 蒼龍
得到了天玉鎧 蒼龍的力量後，所產生的形態。
原型為RX-78-2 Gundam + G-Fighter
武器：龍帝劍、真龍帝劍、真爪龍刀、真赤龍翔神刀、真青龍烈斬刀、天翔龍帝剣、覺醒天翔龍帝劍
必殺技：星龍斬、翔龍斬
超必殺技：「天翔真龍斬」
座騎：的盧
劉邦 龍裝 劉備高達
400年前的傳奇英雄的龍帝的證明者。孔明的隱竹上有記載「每當黑暗佔三璃紗，項羽會從黑暗出現」龍帝之魂證明者劉邦將面臨與項羽的激戰。
武器：龍帝劍、真龍帝劍、真爪龍刀、赤龍瞳
必殺技：昇龍斬
關羽高達
配音：安元洋貴（日本）；陳宗岳（台灣）；劉奕希（香港）
原型為MSZ-010 ZZ Gundam
劉備的二弟，冷靜沉著、大膽無敵，重視禮節和勇氣的「俠」。
武器：鬼牙龍月刀
必殺技：鬼牙百裂擊
鬼牙裝 關羽高達
呼應天玉鎧的力量而覺醒，得到「鬼牙」的力量換上全新鎧姿。設計藍本來自真·三國無雙4同名角色。
武器：真鬼牙龍月刀
必殺技：鬼牙百裂擊、蒼紋百烈擊（與張遼的合體技）
張飛高達
配音：加藤將之（日本）；陳余寬（台灣）；關令翹（香港）
原型為MSZ-006 Zeta Gundam
劉備的三弟，出身佛土之村。因為誤會關羽為黃巾軍成員，與其大打出手，得到劉備調解才釋除誤會。
武器：雷蛇、大雷蛇
必殺技：爆裂大雷蛇
雷裝 張飛高達
呼應天玉鎧的力量而覺醒，得到「雷」的力量換上全新鎧姿。設計藍本來自真·三國無雙4同名角色。
武器：真雷蛇、真大雷蛇
必殺技：爆裂大雷蛇﹑爆裂超雷蛟
趙雲高達
配音：小野友樹（日本）；高銘孝（台灣）；黃榮璋（香港）
原型為LM314V21 Victory2 Gundam
擁有堅強的信念與自信心，無論對任何事都不輕言放棄。原本是袁紹的部將。後來在董卓討伐戰中，對只想擁有王壐和奪取三璃紗的袁紹感到失望，轉向投身公孫瓚為首的幽州軍，自此成為公孫瓚的得力部下。幽州軍被袁紹消滅後，轉而加入劉備陣營。
武器：武雙戟 嵐
必殺技：真空迅、龍激導
座騎：飛影閃
飛影閃
趙雲高達的愛駒，公孫瓚使用的兵法「白馬陣」中扮演着衝鋒部隊的角色。
裝備：重裝鎧
賦予幽州警備隊隊長轉用馬匹「飛影閃」的裝備，足以抵檔各種武器攻擊的特殊馬甲。
孔明
配音：石井一貴（日本）；陳宗岳（台灣）；李致林（香港）
原型為RGZ-91 Re-GZ
精通兵法，「稀世的聖軍師」，因為年輕時起兵反對董卓失敗而隱居。最後受劉備打動而出山扶助。
武器：爆凰扇﹑爆凰機
必殺技：爆凰烈羽
公孫瓚EZ-8
配音：井上悟（日本）；馬伯強（台灣）；古明華（香港）
原型為RX-79[G] Gundam Ez8
豪門出身的公孫瓚，從少年時代鑽研文武兩道，為大儒盧植弟子，與劉備為師兄弟，擁有一卷神秘兵法書。後來加入反董卓聯合軍，得到師弟劉備等三兄弟加入成為一員。袁紹兄弟企圖獨佔玉璽，除了發兵追擊孫堅軍外，袁紹亦拒絕幽州軍支援孫堅等人，部下趙雲鄙棄其所為，最後亦成為幽州軍一員。然而在袁紹猛攻下，公孫瓚被圍攻身死，幽州軍滅亡。
武器：麝香尾、白鱗劍
必殺技：白馬陣
盧植吉姆加農
配音：小村哲生（日本）；陳宗岳（台灣）；陳曙光（香港）
原型為RGC-80 GM Cannon
昔日擔任宮廷軍師，動畫版中率領幽州軍討伐黃巾賊。是劉備及公孫瓚老師。最後與馬元義交戰時被殺。
周倉
配音：天田益男（日本）；高銘孝（台灣）；胡家豪（香港）
原型為AMX-014 DovenWolf
被曹操軍擒獲的山賊，性格重情重義，力大無窮的大漢。
武器：頑硬斧、尖刃刀
合體武器：頑硬斧、三爪戟
必殺：豪鬼爆連爪、連彈鬼無雙

### 曹操軍
官軍成員，由擁有「官軍最後的鬥將」之稱的曹操為領袖。先後討董卓、滅袁紹，令董卓、袁紹的武將及軍隊投降。但赤壁之戰中被劉備和孫權重創。
曹操高達（曹操ガンダム ）
配音：乃村健次（日本）；吳東原（台灣）；雷霆（香港）
原型為GX-9901-DX 高達DX
曹操軍首領。崇尚實力主義的天才。時常被認為是冷酷無情的男人，卻是討厭卑鄙之事、擁有高潔靈魂的武將。天生擁有過人領袖魅力、及超凡統率能力。其為「三候」之一的照亮著三璃紗大地之「太陽」化身。登場時作為官軍將領登場，以司馬懿手上的七星劍，企圖籍獻刀刺殺董卓，結果被董卓識破，同時為呂布所擊退。討董卓聯軍結集時，作為主要核心軍勢加入。郿城會戰後，獲得天玉鎧力量後，進化成「紅蓮裝」型態，以許昌為首都，秉持以武力征服天下，才可解救萬民的意志，四處征討。
武器：炎骨刃、七星劍
必殺：大紅蓮斬
座騎：絶影
紅蓮裝曹操高達
呼應天玉鎧的力量而覺醒，得到「紅蓮」的力量換上全新鎧姿。
武器：炎骨刃、星凰劍（由七星劍進化而成）
必殺：大獄焰斬、天鳳華焔斬
座騎：絶影
紅蓮裝曹操高達 天玉鎧 炎鳳
得到了天玉鎧 炎鳳的力量後，所產生的形態。
原型為GX-9901-DX 高達DX + GS-9900 G-Falcon
武器：炎骨刃、星凰劍（由七星劍進化而成）
必殺：大獄焰斬、天鳳華焔斬
超必殺：炎鳳獄焰燐
座騎：絶影
司馬懿沙薩比/機駕太傅司馬懿沙薩比
配音：中川慶一（日本）；馬伯強（台灣）；潘文柏（香港）
原型為MSN-04 Sazabi
「辣腕之軍師」，擁有與孔明匹敵的才智，認為曹操是天玉鎧繼承者，而加入旗下。對郿城會戰時，為何呂布會繼承天玉鎧的原因相當不解。
赤壁之戰後，曹丕繼位，建立「機駕」，司馬懿成為機駕太傅，裝甲顏色也從全白變成紅色。
武器：紅翼扇、銀之牙
必殺：鳳翼斬
夏侯惇基羅斯
配音：喜山茂雄（日本）；李錦綸（香港）
原型為XM-05 Berga Giros
「鋼之猛將」機駕猛將，曹操最信賴的將領，地位猶如右手的豪傑，在對呂布時失去左眼，愛好堂堂正正的戰鬥。
武器：蛇骨剛劍
必殺：蛇流絞斬、隼鋼二重閃（與夏侯淵的合體技）
夏侯淵達拉斯
配音：藤本薩行（日本）；葉振聲（香港）
原型為XM-04 Berga Daias
「隼之猛將」機駕猛將，夏侯惇之弟，地位猶如曹操左手的猛將，擅長射擊，速度敏捷、神出鬼沒。
武器：剛銳砲
必殺：獄羅丸、隼鋼二重閃（與夏侯惇的合體技）
徐晃大蛇
配音：宮崎寛務（日本）；蕭徽勇（香港）
原型為MMS-01 Serpent
原為董卓側近、官位衛將軍。質疑董卓及李儒的所作所為。曾為此與李儒發生強烈爭執。董卓被滅後，投靠曹操。
武器：鋏刃戟
必殺：鐵火地雷衝
張遼格魯古古
配音：樋口智透（日本）；陳余寬（台灣）；劉昭文（香港）
原型為MS-14 Gelgoog
「淒絕的鬥魂」呂布隊成員，是呂布部下猛將，有「威名能令泣子默然」的傳說，與呂布一樣擁有轟動天下的威名。為人重視義理，尊重俠者。效忠於呂布的戰鬥本能，為保護呂布之戰而戰。但當張遼目睹呂布對袁紹殘殺公孫瓚與屠戳幽州城的行為無動於衷後，不能認同呂布的人格，於是隻身投靠曹操，希望借其力量討伐袁紹，為公孫瓚復仇。此後，張遼便成為曹操軍的一員。官渡前哨戰與關羽共同擊滅袁紹軍先鋒隊的沮授、顏良、文醜，二人因此建立深厚的友誼。
武器：鳳龍雙刃刀、鳳凰天舞
必殺：蒼紋猛瀑布、烈刃大旋輪、蒼紋百烈擊（與關羽的合體技）
張郃渣古III
配音：岩崎了（日本）；張方正（香港）
原型為AMX-011s Zaku III custom
原袁紹手下將軍，擅長格鬥戰，一擊能使堅硬的鋼鉄粉碎。性格忠厚，與軍師田豐不和，但深得部下信賴。後袁紹為曹操所敗，見識曹操理想認同後加入曹操軍。
武器：狼牙‧雙重戟、烈銳爪、突毆拳
必殺：爪拳獄連掌
典韋亞斯曼
配音：山口りゅう（日本）；陳廷軒（香港）
原型為NRX-044 Asshimar
原是山賊，因受到曹操的感昭才將其之利用於正途，因此相當敬重曹操，開口閉口都是稱讚他的君主。形容曹操如同太陽般的閃耀-賦予子民光明。後來為救曹操中了張繡和賈詡的陷阱，力盡而死。
武器：豪大斧
必殺：戰斧大車輪
郭嘉華沙高
配音：菅沼久義（日本）；吳東原（台灣）；周良鴻（香港）
原型為NRX-0013 GUNDAM-VIRSAGO
曹操軍軍師，司馬懿的首席弟子，有著冰一般冷酷的美妙才能的人，所使的計謀巧妙綿密，連曹操也稱讚為「年輕的天才」。
武器：極光扇、冰麗劍
必殺：極星緋咲斬
程昱華玆禾拉比（DT-6800HMC Wise Wallaby）
配音：志村知幸（日本）；周倚天（香港）
曹操軍軍師，對人心有獨特的洞察力，年齡比司馬懿年長，但亦願意奉其為軍師之首。

### 孫權軍
由兵法家．孫武後人孫堅為首的軍團所組成，麾下主力有元老宿將「長沙四騎眾」，以及新近加入的周瑜。

#### 孫氏一族
古代兵法家孫武之後裔。
孫權高達
配音：島崎信長（日本）；陳余寬（台灣）；曹啟謙（香港）
原型為RX-78GP03S Gundam "Dendrobium Stamen"
是管治三縭紗南部、長沙地方的將軍孫堅之次子。雖然出身貴冑，但卻是一名重情重義，能與下屬打成一片的少俠。其為「三候」之一的治癒著三璃紗大地之「月亮」化身。獲得天玉鎧力量後，進化成「猛虎裝」型態。
武器：牙王劍、虎錠刀
必殺：猛虎獸烈霸
猛虎装孫權高達
呼應天玉鎧的力量而覺醒，得到「猛虎」的力量換上全新鎧姿。
武器：蒼晄盾、真．牙王劍、虎錠刀、牙王劍、真．虎錠刀
必殺：蒼晄壁、猛虎獸烈霸
猛虎装孫權高達 天玉鎧 弩虎
得到了天玉鎧 弩虎的力量後，所產生的形態。
原型為RX-78GP03 Gundam "Dendrobium"
武器：蒼晄盾、真．牙王劍、虎錠刀、真．虎錠刀
必殺：蒼晄壁、猛虎獸烈霸
超必殺：王虎轟獸擊
孫武猛虎装 孫權 高達-（機體不詳；有可能和猛虎装孫權高達一样模式）
孫族之後裔、孫堅父子祖先、偉大的兵法家；與劉邦是契友。
武器：真．牙王劍、虎錠刀、真．虎錠刀
必殺：悍虎獸烈霸
孫堅積菲蘭沙斯高達
配音：長嶝高士（日本）；馬伯強（台灣）；招世亮（香港）
原型為RX-78GP01 "Zephyranthes"
「江東之虎」孫權之父、孫氏三代霸業的草創者。長沙地方的領主，亦為偉大兵法家「孫武」（孫族）後裔。擁有足以與龍帝劍匹敵、由三侯時代己流傳至今的兵器「虎錠刀」。最後與呂布作戰時戰死。
武器：牙王劍.零壱、虎錠刀
必殺：猛虎獸烈霸
孫策薩爾沙拉斯高達
配音：北澤力（日本）；高銘孝（台灣）；伍博民（香港）
原型為RX-78GP02 "Physalis"
「江東的小霸王」孫權之兄。 「虎牢城攻略戰」時留守江東，與文靜的弟弟相反，個性活躍強悍。為磨練幼弟孫權，著令其加入聯軍作戰。與周瑜年少時已是好友。最後與呂布作戰時戰死。
武器：雙虎旋棍、強襲激鋼棍、牙王劍
必殺：激鋼重爆突、羅貫擊(遊戲特別)、猛虎獸烈霸
超必殺：天華鋼烈魂
孫尚香卡貝拉
配音：神田朱未（日本）；陳貞伃（台灣）；鄭麗麗（香港）
原型為RX-78GP04G "Gerbera"
「江東的弓腰姬」孫權之妹。作為女性，卻如男性一樣強悍的性格，連兄長都感到十分棘手。
武器：麗虎刀
必殺：華天樓、猛虎獸烈霸

#### 長沙四騎眾
由孫一族旗下四員宿將——程普、黃蓋、韓當、祖茂所組成的騎兵團。
黃蓋
配音：令村直樹（日本）；陳宗岳（台灣）；林保全（香港）
原型為MS-07B Gouf
「長沙四騎眾」之一，孫家的元老將領，為孫堅保管虎錠刀。自小家貧，為出人頭地便努力學習武藝和兵法。最後在赤壁之戰時，為發動火攻而與曹軍戰船同歸於盡。
武器：鐵碎鞭、虎爪盾
必殺：雷虎襲
祖茂力量型吉姆
原型為RGM-79C Powered GM
「長沙四騎眾」之一，擔任先鋒，善使兩柄短劍，多次穿越生死關頭。
程普吉姆改
原型為RGM-79N GM custom
「長沙四騎眾」之一，善使鐵脊蛇矛。
武器：鐵脊蛇矛
韓當吉姆加農II
原型為RGC-83 GM Cannon II
「長沙四騎眾」之一，對禮節相當重視的老將。

#### 其他將領
周瑜百式
配音：平川大輔（日本）；陳宗岳（台灣）；黃啟昌（香港）
原型為MSN-00100 Hyaku Shiki
「白金之智將」、長沙軍軍師，與孫權之兄．孫策自小已經相識的將領，是建成強力水軍、以平定江東不可缺少的人物。而外傳「創世編」中，周瑜是魯肅弟子，經魯肅介紹而入仕。在赤壁與曹操一戰時身負重傷，最終在「轟」國建立後嚥下最後一口氣。
武器：白虎刀、白爪弓、天雷火砲
必殺：天雷白爪弓、天雷火砲、白麗閃
太史慈
配音：船木真人（日本）；馬伯強（台灣）；麥皓豐（香港）
原型為MS-09 Dom
江東平民，孔武有力的豪傑，認為來到江東的孫策，不過與其他江東出沒的盜賊無異，於是與孫策其進行壯烈的單挑，雙方決戰半日仍未分勝負。最後孫策戰勝。孫策相當欣賞太史慈，便想親自邀其加入，然而遭到拒絕。不過在孫尚香受到紀靈攻擊時，太史慈主動前來救助，之後正式加入孫策軍麾下。設計以及所用武器。
武器：鋼疾藜骨朶、鋼疾藜戟刀
超必殺：鋼烈滅砕陣
陸遜Zeta-Plus A1
配音：下野紘（日本）；吳東原（台灣）；巫哲棋（香港）
周瑜的弟子，同時以孫尚香側近身份活躍。
原型為MSZ-006 Zeta-Plus A1
稱號：明日飛舞之翼
武器：飛燕盾、燕戟.寶旋霞、跳燕機
合體武器：両刃形態（燕戟.寶旋霞+飛燕盾）
必殺：燕迅突破
坐騎：強襲戰艦

#### 江東強襲水軍
又稱強襲水軍，由孫策建立，隸屬於江東提督周瑜，由呂蒙、甘寧率領，對抗曹操軍。在對抗曹操軍前，強襲水軍已消滅在江東一帶作亂的海賊。
呂蒙
配音：森田成一（日本）；馬伯強（台灣）；周倚天（香港）
原型為MSK-008 Dijeh（提督裝備）／（輕裝：RMS-099 Rick Dias）
與甘寧一同率領轟國強襲水軍作戰。本想與甘寧投奔孫策。孫策死後投靠無門，與甘寧在江東一帶作亂，與孫權交手後認同其真正的勇氣，原來只是一介莾夫，勇於從連敗中汲取教訓，並勤習兵法，終於成為一位身經百戰的智將。
稱號：沉默的智將
武器：碧斬斧
合體武器：碧斬雙戟
必殺：碧衝烈破
甘寧
配音：寺島拓篤（日本）；高銘孝（台灣）；蕭徽勇（香港）
原型為MS-18E Kämpfer（蒼烈鮫：Mad Angler class）
本是為患江東一帶的水盜頭領。性格極重情義，深得部下的敬重，當甘寧身上的鈐鐺響起，就代表戰場即將掀起腥風血雨。
稱號：勇猛之蒼鮫
武器：蒼鮫盾、烈鮫牙
合體武器：蒼烈鮫
必殺：鮫牙蒼影斬

### 袁紹軍
由冀州名門「袁家」的當家主人兼反董卓聯盟盟主袁紹所建立的大軍，管理着冀州，後佔領整個北方地區，更打敗公孫瓚，攻佔其幽州，成為最強的諸侯，但在官渡之戰中被曹操重創並消滅。袁紹軍有外號「陷阱之天才」的沮授和利用各種卑劣兵法的田豐等軍師，並有顏良和文醜等強悍猛將，而且其軍隊規模龐大，人數眾多，實力十分強大。
袁紹（武將型態：
配音：秋元羊介（日本）；吳東原（台灣）；張炳強（香港）
原型為AMX-107 Bawoo（武將型態）／（龍飛型態：NZ-000 Quin Mantha）
「河北之雄」。出身自冀州中世代擔任將軍職務的名門「袁家」，身為四世三公，既是袁氏當家主，同時想取得天下的野心家。以壓倒性的財力、及顯赫名聲及背景成為討伐董卓聯合軍的盟主。繼其弟袁術後成為玉壐的擁有者，並成功召喚玉壐內的闇黑力量型態-龍飛，此面貌乃是袁紹與在地獄的袁術魂魄合體而成。最終被裝上天玉鎧「炎鳳」的曹操打敗。
武器：飛紅劍
必殺：袁琉鬥舞 血冥斬
沮授R．賈賈
配音：喜山茂雄（日本）；馬伯強（台灣）；張錦江（香港）
原型為AMX-104 R-Jarja
外號「陷阱之天才」，袁紹軍司令，擁有天才軍略的參謀，唯美主義者，喜歡漂亮的東西，口頭禪是「完美」、「漂亮」，深受袁紹倚重。
官渡之戰時受命在山谷埋伏，試圖阻止關羽、張遼，結果反被兩人聯手以十字斬打敗。
田豐扎斯-J
配音：白熊寛嗣（日本）；梁偉德（香港）
原型為AMX-101 Galluss-J
仕奉袁紹的優秀軍師，亦為袁紹軍參謀長，為達成目的可以不計較任何犠牲，甚至使用各種卑劣兵法也在所不惜。
易京樓會戰時，以軍中的烏丸兵為前鋒，沙包在城前堆起。在犧牲大部份成員後，終於成為一座小山，從而讓袁紹軍得以攻入城內，結果得以攻克易京樓。官渡之戰後期，袁紹軍先後失去顏良、文醜、沮授下，袁紹為求反敗為勝，不惜步弟弟袁術的覆轍，握起玉璽並受其支配，以奪取更強大的力量。田豐因而受到惡魔化的袁紹力量波及，被炸死。
顏良加斯L
配音：杉野博臣（日本）；周倚天（香港）
原型為AMX-117L Gazu-L
袁紹手下猛將，文醜義兄，與義弟文醜共同守護冀州。憑籍袁紹軍豐厚的財力，由鎧甲到武器，均選用貴價裝備，對自身擁有天生神力相當自信。最後和顏良一起被關羽、張遼聯手打敗。
武器：牛頭剛槍
必殺：金剛琉牙、合體技．金剛爆炎破
文醜加斯R
配音：杉崎亮（日本）；周良鴻（香港）
原型為AMX-117R Gazu-R
袁紹手下猛將、顏良義弟，和他一起鎮守冀州。對自己以長槍準確地發動突擊的技法極之自信。總是與顏良共同作戰，跟顏良的組合攻擊，自稱能擊碎所有敵人。最後和顏良一起被關羽、張遼聯手打敗。
武器：馬頭銳刀
必殺：爆炎鬥舞、合體技．金剛爆炎破
張郃渣古III
配音：岩崎了（日本）；張方正（香港）
原型為AMX-011s Zaku III custom
袁紹手下猛將，擅長格鬥戰，一擊能使堅硬的鋼鉄粉碎。性格忠厚，雖然與軍師田豐不和，但深得部下信賴。官渡之戰後，帶兵進攻曹操替主公袁紹報仇，結果最後卻反被曹操的一番說話令他向曹操投降，成為他手下一員。
武器：狼牙‧雙重戟、烈銳爪、突毆拳
必殺：爪拳獄連掌

### 袁術軍
冀州名門「袁家」成員袁術的軍隊，參加虎牢城會戰。董卓勢力滅亡後，由董卓手中取得玉壐，並佔領壽春城一帶。後孫策攻打袁術，袁術逃往徐州並擊退當地的劉備軍，最後由孫權用天玉鎧重創袁術軍，袁術身負重病投靠兄長袁紹被拒，最終病倒在大雨的泥濘中。
袁術茲沙
配音：大倉正章（日本）；陳宗岳（台灣）；翟耀輝（香港）
原型為AMX-102 Zssa
曾在「電擊Hobby」三國傳文字介紹中出現名字的角色，出身自冀州中、世代擔任將軍職務的名門「袁家」，袁紹之弟，與兄長一樣，以四世三公的出身，表現相當自負，虎牢城會戰時，身兼聯盟副首領以及軍師。非常喜歡蜂蜜糖漿等甜食。繼董卓後成為玉壐的擁有者，並成功召喚玉壐內的闇黑力量，得到十極呪導鎧黑堷力量的袁術濫殺無辜，並打傷孫尚香。最終激怒了孫權。被裝上天玉鎧「弩虎」的孫權打敗。袁術因有十極呪導鎧護身才得以保命。後來身負重傷投靠兄長袁紹被拒，最終在大雨的泥濘中身亡。
武器：飛雙刀、飛旋棍
鎧甲：十極呪導鎧
必殺：雙鐮旋風陣
紀靈哈瑪．哈瑪
配音：勝沼紀義（日本）；葉振聲（香港）
原型為AMX-103 Hamma Hamma
動畫版新角色，袁術的部下。自稱袁術軍最強武將，對主君忠誠，可容忍袁術的任性行為，但處事亦有卑鄙一面。
在攻入虎牢城後，為助袁術獲得玉璽，在孫一族進城中途圍攻，致令孫堅戰死。郿城會戰後，主動提出以水軍截擊孫策等人，以斬除後患，結果反中周瑜調虎離山的誘敵之計，先是戰船被孫策等人奪走，繼而在攻擊孫尚香時，被太史慈率領的水軍眾擊退。袁術稱帝後，紀靈作為前鋒，進攻劉備領地徐州，不過被當時仍進行躬耕的張飛打飛。最後在壽春城作戰時被孫策所殺。
武器﹕三尖麗牙
必殺﹕麗牙鋼烈閃
張繡布里托瓦
配音：阪口周平（日本）；蕭徽勇（香港）
原型為NRX-011 Britova
動畫版新增角色，對軍師賈詡言聽計從。鎮守宛城，曾決定誓死效忠曹操，可惜因為袁術的出現而改變初衷，聯同賈詡於宛城設陷阱襲擊曹操、劉備，機駕猛將典韋為救主而亡。張繡與賈詡在袁術麾下，見孫策大舉入侵，形勢不利，二人再叛離袁術。後來二人在荊州想將劉備等人擒住獻給曹操，卻因事敗而被劉備以三位一體絕技殺掉。
武器是﹕鎖分銅（高熱鋼線）
賈詡亞士特隆高達
配音：吉開清人（日本）；李致林（香港）
原型為NRX-0015 Gundam Ashtaron
張繡軍軍師，外貌年輕卻是深具智謀的術士。於宛城一役曾安排計謀打算殺掉曹操、劉備，令二人陷入險境，但因典韋勇猛以死相抵，曹操等最終得救。賈詡與張繡在袁術麾下時，眼見袁術將被孫策打敗，於是主張離開壽春逃走。後來賈詡到荊州設陷阱擒住劉備、關羽、張飛、趙雲四人，打算與張繡一起將四人獻予曹操以求赦罪，但因孔明出手相救而計劃失敗，張繡更被劉備打敗。結果賈詡毫不在乎地退場。
武器：震星杖
必殺：眩光閃

### 朱儁軍
由官軍領朱儁率領，主力討伐黃巾軍的部隊。
朱儁
配音：杉野博臣（日本）；梁志達（香港）
原型為MS-06K Zaku Cannon
動畫版新角色，官軍將領，個性優柔寡斷。奉朝廷之命率領曹操軍（曹操）、長沙軍（孫堅）討伐黃巾賊根據地穎川。因為輕敵而拒絕曹操提醒，結果被棄守本陣出逃的張角以妖術打敗。

### 董卓軍
原屬官軍成員，後來董卓乘黃巾軍起，天下大亂，派兵展開侵略三璃紗的陰謀。
董卓渣古
配音：小村哲生（日本）；陳宗岳（台灣）；陳永信（香港）
原型為MS-05 Zaku I
號稱「暴虐的太師」，為求目的，不擇手段，殘虐無道的將領。其惡辣非道的行徑引起天下群雄不滿，群起攻之。後來董卓下令對戰鬥中的軍隊進行不分敵我的集體攻擊，令呂布憤怒不已，最終被呂布使用天玉鎧玄武擊殺。
初出現於第4話。
武器：滅殺爆煉彈
必殺技：暗黑瘴氣彈
李儒夏克
配音：喜山茂雄（日本）；吳東原（台灣）；馮錦堂（香港）
原型為ZM-S22S Rig Shagow
董卓軍軍師，是董卓的心腹，輔助其狼狽為奸的極惡人物，其所獻之計謀冷血無情，連同伴亦感到心寒。郿宇城一戰，獻計董卓，使用飛箭不分敵我發動攻擊。激怒憤怒的呂布以天玉鎧之力滅殺董卓時，波及李儒，同時將其消滅。
華雄贊尼克
配音：石川ひろあき（日本）；朱子聰（香港）
原型為ZMT-S29 Zanneck
「首斬的華雄」，董卓軍猛者，手上超長尺寸的戟刀「斬馬戟」，擁有能將巨石一分為二的驚人破壞力。最終被孫堅以虎錠刀擊殺。
初出現於第5話。
武器：斬馬戟
胡軫強人
配音：小山力也（日本）；張錦江（香港）
原型為MS-15 Gyan
曾在「電擊Hobby」三國傳文字介紹中出現名字的角色，董卓軍武將，官拜「鎮江將軍」，地位僅次於呂布，智勇雙全，有極強自尊心，矢志將所有對手打敗。只出現在電影版裡面。
武器：激銳牙
必殺技：銳牙激情斬、銳牙殺影斬

#### 呂布隊
先後投靠董卓、袁術和袁紹，不過董卓等人只視呂布隊為稱霸天下的棋子，而呂布加入董卓軍和袁術軍，也是為了令內心熾熱的戰鬥之魂得以燃燒所致，所以雙方一直處於互相利用的關係中。
呂布
配音：宮內敦士（日本）；何承駿（香港）；陳余寬（台灣）
原型為OZ-00MS2B Tallgeese III
「戰慄的暴將」天下聞名的豪傑。有著一騎當千的武勇，作戰有如鬼神般勇猛。不斷追求更強對手，更會為此令靈魂燃燒起來，加入董卓軍純粹為著得到與天下強者交手的機會，對其引致民不聊生的惡行毫不關心。後來因為董卓所進行的無差別攻擊傷及其親近部屬貂蟬及張遼，大怒之下發動天玉鎧 真武的威力，將董卓殺掉，並失去蹤跡。後來先後出現於擁有玉璽的袁術及袁紹處，與孫策、公孫瓚等交手，將他們打敗。曾試圖與裝備天玉鎧的曹操對抗，但仍不敵對手，最終與貂蟬雙雙被捲進天玉鎧的火龍卷中燒死。
初出現於第4話。
武器：破塵戟
必殺：旋風大烈斬、旋風爆裂衝
座騎：赤兔
呂布托爾吉斯 天玉鎧 真武
得到了天玉鎧 真武的力量後，所產生的形態。
原型為OZ-00MS2B Tallgeese III + OZ-13MS Gundam Epyon MA MODE
武器：破塵戟
必殺技：「旋風大烈斬」、「旋風爆裂衝」、「暴風激烈斬」
超必殺技：「天武真烈陣」(坐上「天玉鎧 真武」後)
座騎：赤兔
貂蟬 
配音：恆松步（日本）；陳凱婷（香港）；陳余寬（台灣）
原型為AMX-004 Qubeley
「美麗的女將軍」，面對人所畏懼的呂布，她是少數能夠理解其心意的人物，出於愛慕之情，以輔助身份支持他之外，亦會參與作戰。
官渡之戰後，呂布與裝備天玉鎧的曹操單挑，最終為保護呂布，與呂布雙雙被捲進天玉鎧的火龍卷中燒死。。
初出現於第4話。
武器：胡蝶扇
必殺：胡蝶亂舞
高順拜葉特
配音：（JP：宮崎寬務）
原型為OZ-13MSX1 Vayeate
「最強之矛」董卓軍虎牢城左軍校尉。以呂布側近身份而活躍。擅長進攻，英勇善戰，經常與陳宮配合。
官渡之戰後，呂布與裝備天玉鎧的曹操單挑，最終被捲進天玉鎧的火龍卷中被燒死。
武器：鋼撲棍
必殺：鋼棍旋擊
陳宮麥丘留士
配音：（JP：仲村水希（香港: 翟耀輝）
原型為OZ-13MSX2 Mercurius
「最強之盾」董卓軍虎牢城右軍校尉，足智多謀，是呂布軍的軍師。擅長防守，經常與高順配合作戰。亦擅長用兵和謀略，是隊中的參謀。在虎牢關之役中，本來想以「奔火之計」對付聯合軍，卻被曹操軍師司馬懿實施反計，反遭大火燒傷。
官渡之戰後，呂布與裝備天玉鎧的曹操單挑，最終被捲進天玉鎧的火龍卷中被燒死。
武器：飛星刃
必殺：飛星發擊

#### 黃巾賊
在各地大肆搶掠的山賊，最後被劉備三兄弟打敗。原著漫畫版單行本，為董卓軍旗下的「黃巾隊」，在本作則為獨立勢力。
黃天鐵奧
配音：白熊寬嗣﹑石川ひろあき、水島大宙（日本）
原型為PMX-003 THE O
由張氏三兄弟利用「太平要術－木星合身」合體所組成的，咒語是「蒼天既死，黃天當立」。最後被劉備利用「三位一體 星龍斬」打敗。
初出現於第3話。
武器：黃天戟
張角帕拉斯雅典娜
配音：白熊寛嗣（日本）；張錦江（香港）
原型為PMX-001 Palace Athene
號稱「天公將軍」，黃巾賊之一，是張氏三兄弟中的大哥。擅長妖術。
初出現於第3話。
武器：兩刃之仗
必殺技：「黃仙術」
特技：「太平要術－木星合身」
張寶波利諾古沙曼
配音：石川ひろあき（日本）；張方正（香港）
原型為PMX-002 Bolinoak Sammahn
號稱「地公將軍」，黃巾賊之一，是張氏三兄弟中的二弟。
初出現於第3話。
武器：雙凜刀
必殺技：「黃方術」
特技：「太平要術－木星合身」
張梁密沙羅
配音：水島大宙（日本）；胡家豪（香港）
原型為PMX-000 Messala
號稱「人公將軍」，黃巾賊之一，是張氏三兄弟中的三弟。率領著黃巾賊襲擊張飛的家鄉佛土村。
初出現於第2話。
必殺技：「黃妖術」
特技：「太平要術－木星合身」
馬元義渣古II
配音：杉野博臣（日本）；梁志達（香港）
原型為MS-06 ZAKU II
黃巾賊先遣部隊隊長，率兵迎擊以盧植為首的幽州軍，更重創盧植。最後被握有真龍帝劍的劉備打敗。

### 其他
靈帝高達
配音：平川大輔（日本）；梁偉德（香港）
三璃紗皇帝，因為年紀老邁，無力阻止朝政敗壞，終於引發「黃巾之亂」。後來為董卓及呂布暗殺。
馬騰藍色命運
原型為RX-79 BD-3 Blue Destiny 3
西涼軍首領，獅子王，也是馬超的父親
西涼軍部隊兵（デザート・ジム）
『BBW創世記』登場。西涼軍一般兵。
馬超蒼藍戰慄
配音：田村睦心（日本）；陈琴云（香港）
原型為RX-79[G] BD-1 Blue Destiny
三縭紗中旅遊的少年，後期有出現長大後的馬超，名為「馬超蒼藍命運」。
水鏡 
配音：坂東尚樹（日本）
原型為RX-75 Guntank
荊州的老儒者。亦是神秘軍師「伏龍」的老師。袁紹率兵進攻幽州時，為解救此危機，公孫瓚希望劉備透過水鏡，請出隱居荊州的奇才孔明。
蹋頓梅美德薩
配音：田中一成（日本）
原型為ZMT-S16G Memedorza
烏丸單于。率領烏丸族多次侵入三璃紗北方邊境。最終為趙雲所殺。
- 武器：斬馬曲刀

陶謙陸戦型吉姆
配音：土屋トシヒデ（日本）
原型為RX-79 GM
徐州的領主，深得民心，然而由於年事已高，登場時已經病入膏肓。在曹操打算征服徐州時，劉備阻止，終使後者退兵。同時陶謙病逝，臨終前將徐州託付予劉備。
劉表高達
原型為RX-78-1 Prototype Gundam
荊州的領主。
黃月英鋼依勒
配音：嶋村侑（日本）；沈小蘭（香港）
原型為Gun-EZ
受周瑜命令,設計兵器「天火雷砲」。
原為單行本作者津島直人設計的角色,經重新設計後列為BBW的正式角色。
關平高達
配音：小松里歌（日本）；黃鳳英（香港）
原型為MSA-0011 S Gundam
關羽的義子。
黄帝極限 【黄帝エクストリーム】
原型為COST-2500 Extreme Gundam
是创造擁有古代遺産：天玉鎧，也是早已打擊黑暗的神人，但是黄帝打算把古代遺産：天玉鎧藏在玉璽；當三璃紗再次受黑暗包圍時，繼承三侯靈魂高達們，將會在玉璽引導下，再次打擊黑暗与…
- 武器：巨神象、天玉鎧、玉璽、三侯武器

## 天玉鎧
天玉鎧
由玉璽發動代表光明的武器，但一定要由代表四神獸的俠士才能發動，其他人無法發動。
天玉鎧·真武
天玉鎧對應四侯之一武羲魂魄的繼承者時，所發動的型態。
天玉鎧·弩虎
天玉鎧對應四侯之一虎曉魂魄的繼承者時，所發動的型態。
天玉鎧·炎鳳
天玉鎧對應四侯之一雀瞬魂魄的繼承者時，所發動的型態。
天玉鎧·蒼龍
天玉鎧對應四侯之一龍帝魂魄的繼承者時，所發動的型態。

## 用語說明
G記
司馬懿持有的史書，由古代同樣姓「司馬」的史學家司馬遷所著。
自從世界開天闢地後數萬年以後，世界上充滿各種魑魅魍魎，於各地飛橫跋扈，陷入混亂的世界，令天帝亦不禁搖頭嘆息。為平定世間魔物，乃派遣三名高達，擔當使者，降臨凡間。身披散發著光輝的水晶羽衣「玻璃之紗」，三位使者結合彼此「心技體」的力量，以三位一體的力量：「雀瞬」變成太陽；「虎曉」化成月亮、以及「龍帝」化成海洋，驅除邪惡黑暗，孕育著世界。而成就此偉業的三人，後世稱之為「三侯」，並以三人身上的「玻璃之紗」，將世界取名為「三璃紗」。至於寄宿著「三侯」靈魂的聖印「玉璽」，亦成為管治天下的皇帝之證明，在三璃紗代代相傳。『當三璃紗再次受黑暗包圍時，繼承三侯靈魂高達們，將會在玉璽引導下，再次打擊黑暗…』
玉璽
原由靈帝持在、代表皇權的印璽。正如玉璽代表「權力」的意義一樣，擁有因應用者心靈，而賦予不同增幅威力的神秘力量，如果被繼承青龍、白虎、朱雀、玄武力量的俠士掌握，便可發動代表光明的神器——天玉鎧，令正義之力得到強化。相反，假如被四神獸以外、邪惡的野心家掌握，玉璽不單會令用者野心更加膨漲，更會增強其身上的黑暗力量。
兵法書
由孔明所撰寫的，寫了很多不同的兵法，包括公孫瓚常用的白馬陣。孔明將這本兵法書交給盧植，後來盧植將這本兵法書交給自己的弟子公孫瓚，公孫瓚便按照兵法書的白馬陣練訓士兵作戰，公孫瓚死前派趙雲將兵法書交給劉備。
白馬陣
在戰馬身上裝上車輪及重甲、以鋒矢陣向敵人進攻的騎兵戰法，能發動銳不可擋的攻勢，弱點為側翼防守相對薄弱。記載於孔明撰寫的兵法書中。在盧植把兵法書託付予公孫瓚後，公孫瓚按照兵書所指建立白馬義從，以趙雲為主將，先後以白馬陣擊退鳥丸族及其族首領蹋頓。最後在袁紹率領百萬大軍進攻易京樓時，被田豐、沮授以亂箭從側翼攻擊大敗。
龍帝劍
由盧植保管、後來託付予劉備、代表龍帝魂魄繼承者的證明。在感應到劉備正義之心時，會進化成「真．龍帝劍」。動畫版中取代牙龍刀(紅色)，與爪龍刀(藍色)成為一對的武器。
七星劍/星凰劍
原由司馬懿獻予曹操，以使接近董卓進行暗殺的寶劍，劍身鑲有七枚有如星晨的寶石而得名。官渡之戰曹操連破袁紹、呂布、收降兩人部將張郃、張遼後，正式獲得上天承認，進化成星凰劍，是雀瞬魂魄繼承者的證明。
虎錠刀
由三侯時期流傳至今的一把刀，先後孫堅、孫權等人使用，平時由黃蓋保管，是代虎曉魂魄繼承者的證明。
三位一體
劉備分別裝上關羽右肩、張飛左肩後，結合兩人力量、令全身散發金色光芒的型態。在三人分別進化為龍裝、鬼牙裝、雷裝之後，三位一體型態，外型更接近翔烈帝劉備。
神火鳳凰(原型：留露拉)
曹操軍建造的超巨大鐵甲艦，全艦披出厚重裝甲。赤壁之戰時偽裝成要塞城堡，當外牆被周瑜以天雷火炮擊毀後，本體依然毫髮無損，一度令長沙軍束手無策。最後由於被試圖突襲曹操未果的周瑜、以白爪弓射中動力爐而擱淺。

## 地名
洛陽
被稱為「光之都」、為三璃紗統治中心、亦是一座繁榮的都市。後來董卓殺害靈帝，引發諸侯討伐。董卓聽從李儒建議，火燒洛陽撤退，令洛陽陷入一片火海。
虎牢城
呂布隊與華雄鎮守的關隘，易守難攻，最後在呂布質劉備交手時，曹操軍及孫堅軍趁防守空虛進攻，最終陷落。單行本中設定為天玉鎧沉睡地，動畫版沒有採用。
郿坞城
董卓火燒洛陽後，退守的要塞城。
許昌
曹操軍擊敗董卓後的根據地。在曹操等人管治下，守備充足，而且百業興旺，令因為失去徐州感到落魄的劉備，一度懷疑自己與民同樂的理想是否愚不可及。曾經被呂布隊入侵，後來被曹操親自擊退。
徐州
原為陶謙的領地，後來曹操欲征服徐州，以達成一統天下，結果被劉備說服退兵。陶謙認為只有劉備才可為三璃紗帶來光明，便在臨終前，將徐州託付予他。後來袁術出兵征討徐州，雖然張飛擊退紀靈，卻敗於呂布手上，劉備等人被逼撤退。徐州一度成為袁術根據地。袁術敗亡後，徐州子民再次迎接劉備。
宛
以張繡為首、兗州軍根據地。因為張繡在歸順曹操後，暗中聯絡袁術，便按賈詡之計，將曹操等人誘至城內擊殺。最後在典韋捨身護主下，曹操等人才得以脫險，而劉備在認清曹操不惜犧牲下屬，亦要成就霸業的本性後，決定與關羽、張飛離開曹操軍。
江東
位處南方長江流域的水鄉地帶，然而由於一直未有領主，境內海盜猖獗，直到孫策等人出現，才逐一平定。
壽春
袁術根據地，分為東西兩面城牆。孫策在此打敗紀靈，為父報仇，但不久郤被呂布殺害。
易京樓
依山而建的城塞，為公孫瓚抵抗袁紹軍的最後防線。
官渡
位處冀州，為一河兩岸的地型，一端為平原，另一端為峽谷，也是曹袁兩軍「官渡之戰」的戰場。
荊州
位處長江中下游地區，為劉表領地。因為遠離首都，治領相對太平。水鏡離開朝廷後，亦與孔明定居於此。
赤壁
位處長江荊州與長沙接壤河口，河岸被峭壁環繞，易守難攻。曹操軍據此地形建造巨大城塞(鐵甲艦「神火鳳凰」的掩飾)，同時得到荊州新附的蔡瑁水軍協助，與孫劉聯軍進行奠定天下三分的「赤壁之戰」。
益州
赤壁之戰後劉備等人遷移的地帶，後來劉備更以此為根據地，建立翔國。

## 電視動畫

### 主題曲
The Brave Legend

### 各話列表
| 話數 | 原文標題 | 群英社標題         | 劇本       | 分鏡         | 演出         | 作畫監督              |
| ---- | -------- | ------------------ | ---------- | ------------ | ------------ | --------------------- |
| 1    |          | 英雄登場           | 浦畑達彦   | 森邦宏       | 左藤洋二     | 佐久間信一            |
| 2    |          | 相遇               | 浦畑達彦   | 鈴木健一     | 左藤洋二     | 佐久間信一            |
| 3    |          | 為民而戰           | 浦畑達彦   | 鈴木健一     | 鈴木健一     | 牟田口裕基            |
| 4    |          | 暗殺者             | 浦畑達彦   | 鈴木健一     | 左藤洋二     | 佐久間信一            |
| 5    |          | 群雄聚集           | 浦畑達彦   | 西村博之     | 山田弘和     | 佐久間信一            |
| 6    |          | 目標、虎牢關       | 大久保智康 | 西村博之     | 山田弘和     | 佐久間信一            |
| 7    |          | 衝突！曹操對呂布   | 筆安一幸   | 渡邊哲哉     | 井上ジェット | 佐久間信一            |
| 8    |          | 沸騰吧！戰慄的暴將 | 岸本みゆき | 渡邊哲哉     | 左藤洋二     | 佐久間信一            |
| 9    |          | 燃燒的光之都！     | 浦畑達彦   | 西村博之     | 京極尚彦     | 佐久間信一            |
| 10   |          | 孫堅之難           | 浦畑達彦   | 西村博之     | 山田弘和     | 牟田口裕基            |
| 11   |          | 趙雲自薦！         | 大久保智康 | 鈴木健一     | 井上ジェット | 佐久間信一            |
| 12   |          | 決戰前夕           | 筆安一幸   | 西村博之     | 町谷俊輔     | 佐久間信一            |
| 13   |          | 發現！天玉鎧       | 岸本みゆき | 西村博之     | 鈴木健一     | 牟田口裕基 佐久間信一 |
| 14   |          | 劉備出發           | 浦畑達彦   | 山田弘和     | 山田弘和     | 佐久間信一            |
| 15   |          | 強者與弱者         | 浦畑達彦   | 加瀨充子     | 左藤洋二     | 佐久間信一            |
| 16   |          | 戰慄的幻影         | 大久保智康 | 渡邊哲哉     | 井上ジェット | 佐久間信一            |
| 17   |          | 新天地             | 岸本みゆき | 小島正士     | 小坂春女     | 佐久間信一            |
| 18   |          | 江東小霸王         | 岸本みゆき | 加瀨充子     | 左藤洋二     | 佐久間信一            |
| 19   |          | 皇帝宣言           | 筆安一幸   | 龜井治       | 龜井治       | 牟田口裕基            |
| 20   |          | 徐州陷落           | 筆安一幸   | 龜井治       | 山田弘和     | 佐久間信一            |
| 21   |          | 劉備的選擇         | 大久保智康 | 稻井仁       | 小坂春女     | 榎本勝紀              |
| 22   |          | 叛變之城           | 大久保智康 | 加瀨充子     | 左藤洋二     | 佐久間信一            |
| 23   |          | 天與地             | 浦畑達彦   | 青木康直     | 井上ジェット | 佐久間信一            |
| 24   |          | 小霸王的挑戰       | 岸本みゆき | 西村博之     | 山田弘和     | 佐久間信一            |
| 25   |          | 永別了！孫策       | 岸本みゆき | 小島正士     | 小坂春女     | 牟田口裕基            |
| 26   |          | 真正的勇氣         | 筆安一幸   | 青木康直     | 山田弘和     | 牟田口裕基            |
| 27   |          | 暴徒來也！         | 大久保智康 | 龜井治       | 左藤洋二     | 佐久間信一            |
| 28   |          | 江東的碧眼兒       | 大久保智康 | 龜井治       | 龜井治       | 龜井治                |
| 29   |          | 劉備還鄉           | 浦畑達彦   | 加瀨充子     | 左藤洋二     | 佐久間信一            |
| 30   |          | 再會、幽州         | 浦畑達彦   | 加瀨充子     | 山田弘和     | 佐久間信一            |
| 31   |          | 激鬥白馬陣         | 岸本みゆき | 稻井仁       | 小坂春女     | 榎本勝紀              |
| 32   |          | 關羽咆哮！         | 筆安一幸   | 小島正士     | 小坂春女     | 榎本勝紀              |
| 33   |          | 冀州百萬軍         | 岸本みゆき | 笹木信作     | 町谷俊輔     | 佐久間信一            |
| 34   |          | 黃昏，易京樓       | 岸本みゆき | 笹木信作     | 左藤洋二     | 佐久間信一            |
| 35   |          | 全軍赴官渡         | 浦畑達彦   | 加瀨充子     | 山田弘和     | 牟田口裕基            |
| 36   |          | 官渡之戰           | 筆安一幸   | 渡邊哲哉     | 山田弘和     | 佐久間信一            |
| 37   |          | 訣別               | 筆安一幸   | 青木康直     | 小坂春女     | 榎本勝紀              |
| 38   |          | 天所選之霸者       | 大久保智康 | 稻井仁       | 小坂春女     | 牟田口裕基            |
| 39   |          | 逆天修羅           | 大久保智康 | 龜井治       | 龜井治       | 龜井治                |
| 40   |          | 超越千里的羁绊     | 岸本みゆき | 加瀨充子     | 左藤洋二     | 佐久間信一            |
| 41   |          | 伏龙，飞翔于天际吧 | 筆安一幸   | 笹木信作     | 町谷俊輔     | 佐久間信一            |
| 42   |          | 接受的勇气         | 浦畑達彦   | 青木康直     | 山田弘和     | 牟田口裕基            |
| 43   |          | 天下三分之计       | 大久保智康 | 笹木信作     | 小坂春女     | 榎本勝紀              |
| 44   |          | 龙帝剑，坠落       | 岸本みゆき | 京極尚彦     | 京極尚彦     | 佐久間信一            |
| 45   |          | 激震！长坂桥       | 岸本みゆき | 井上ジェット | 井上ジェット | 佐久間信一            |
| 46   |          | 孙权奋起           | 浦畑達彦   | 加瀨充子     | 町谷俊輔     | 龜井治                |
| 47   |          | 天雷火炮           | 大久保智康 | 青木康直     | 左藤洋二     | 佐久間信一            |
| 48   |          | 赤壁大决战         | 大久保智康 | 加瀨充子     | 山田弘和     | 榎本勝紀              |
| 49   |          | 燃烧长江           | 筆安一幸   | 西村博之     | 小坂春女     | 佐久間信一            |
| 50   |          | 龙之光辉           | 岸本みゆき | 鈴木健一     | 鈴木健一     | 龜井治                |
| 51   |          | 三国之志           | 岸本みゆき | 森邦宏       | 森邦宏       | 牟田口裕基            |

### 播放電視台
| 播放地區      | 播放電視台     | 播放日期                     | 播放時間（UTC+9）                                                                                       | 所屬聯播網 | 備註 |
| ------------- | -------------- | ---------------------------- | --- | ---------- | ---- |
| 關東地方      | 東京電視台     | 2010年4月3日－2011年3月26日  | 星期六 10時15分－10時30分                                                                               | 東京電視網 |      |
| 北海道        | TV北海道       | 2010年4月3日－2011年3月26日  | 星期六 10時15分－10時30分                                                                               | 東京電視網 |      |
| 愛知縣        | 愛知電視台     | 2010年4月3日－2011年3月26日  | 星期六 10時15分－10時30分                                                                               | 東京電視網 |      |
| 大阪府        | 大阪電視台     | 2010年4月3日－2011年3月26日  | 星期六 10時15分－10時30分                                                                               | 東京電視網 |      |
| 岡山縣 香川縣 | 瀨戶內電視台   | 2010年4月3日－2011年3月26日  | 星期六 10時15分－10時30分                                                                               | 東京電視網 |      |
| 福岡縣        | TVQ九州放送    | 2010年4月3日－2011年3月26日  | 星期六 10時15分－10時30分                                                                               | 東京電視網 |      |
| 日本全國      | BS JAPAN       | 2010年4月6日－2011年4月2日   | 星期六 18時45分－19時00分                                                                               | 衛星電視   |      |
| 日本全國      | AT-X           | 2010年4月28日－2011年4月13日 | 星期三 10時00分－10時30分 星期三 22時00分－22時30分 星期六 28時00分－28時30分 星期日 16時00分－16時30分 | 衛星電視   |      |
| 新潟縣        | 新潟綜合電視台 | 2011年9月15日－2012年9月20日 | 星期四 16時45分－16時59分                                                                               | 富士電視網 |      |

| 東京電視台 星期六 10:15-10:30 節目 | 東京電視台 星期六 10:15-10:30 節目           | 東京電視台 星期六 10:15-10:30 節目 |
| ---------------------------------- | -------------------------------------------- | ---------------------------------- |
|                                    | SD高達三國傳 （2010年4月3日－2011年3月26日） |                                    |
| Keroro軍曹 第6季 （10:00-10:30）   | 星光少女 極光之夢 （10:00-10:30）            |                                    |

| 台灣 東森幼幼台 星期日 17:30-18:00 節目 | 台灣 東森幼幼台 星期日 17:30-18:00 節目 | 台灣 東森幼幼台 星期日 17:30-18:00 節目 |
| --------------------------------------- | --------------------------------------- | --------------------------------------- |
|                                         | SD鋼彈三國傳 （2010年12月5日－）        |                                         |
| 果寶特攻                                | —                                       |                                         |

| 翡翠台 星期日 17:30-18:00 節目 4月16日起 星期六 17:30-17:55、星期日 17:30-18:00 5月29日臨時調動停播 7月2日 17:30-17:45 | 翡翠台 星期日 17:30-18:00 節目 4月16日起 星期六 17:30-17:55、星期日 17:30-18:00 5月29日臨時調動停播 7月2日 17:30-17:45 | 翡翠台 星期日 17:30-18:00 節目 4月16日起 星期六 17:30-17:55、星期日 17:30-18:00 5月29日臨時調動停播 7月2日 17:30-17:45 |
| --- | --- | --- |
| | SD高達三國傳 （2011年3月20日－7月2日）                                                                                 | |
| 寵物小精靈DP 第1－53集 （星期六、日） | 我們這一家 （2011年7月2日 17:45-18:00） 爆丸 第3輯                                                                     | |
| 翡翠台 星期一至五 15:45-16:20 節目 11月4日、11月6日 15:45-16:30（中途插播特別新聞報道） 11月5日、11月7日 15:45-16:25（中途插播特別新聞報道） 11月11日 15:45-16:10 11月17日起 星期一至五 15:50-16:20 11月25日 臨時節目調動停播 11月26日 15:50-16:05（節目中途腰斬） | | |
| 我們這一家VI 重播 | SD高達三國傳 重播 （2014年11月4日－12月10日）                                                                          | 童話公主 重播 |

| TVB Window 星期一至五 06:30-07:00 節目 | TVB Window 星期一至五 06:30-07:00 節目    | TVB Window 星期一至五 06:30-07:00 節目 |
| -------------------------------------- | ----------------------------------------- | -------------------------------------- |
|                                        | SD高達三國傳 （2013年10月18日－11月22日） |                                        |
| 我家3姊妹 第1－50集                    | 爆丸III                                   |                                        |

## 遊戲
- SD Gundam GGENERATION World（PSP）
- 超級機械人大戰UX（N3DS）
- SD GUNDAM三國傳Brave Battle Warriors 真三璃紗大戰（NDS）

## 外部連結
- （日語） BB戰士三國傳動畫網頁（页面存档备份，存于）
- （日語） 日文三國傳官方網頁
- （中文） 亞洲三國傳官方網頁
- （中文） 中文三國傳官方特輯（页面存档备份，存于）
- （日語） 三國傳系列編劇「岸本みゆき」的Twitter（页面存档备份，存于）
- （中文） My卡通動畫網 - SD鋼彈三國傳（页面存档备份，存于）